# Port lotniczy Burao
Port lotniczy Burao (kod IATA: BUO, kod ICAO: HCMV) – lotnisko obsługujące miasto Burco.